# Бургундські Нідерланди
Бургундські Нідерланди — назва Нижніх країн у XIV—XVI ст., коли вони перебували у складі Бургундського герцогства, а пізніше сформували Бургундський округ у складі Священної Римської імперії.

## Історія
З кінця XIV ст. почалося «збирання» Нижніх країн під владою герцогів Бургундії: у 1384 р. була приєднана Фландрія, 1430 — Брабант і Лімбург, 1433 — Зеландія, Голландія та Ено, 1473 — Гелдерн і Зютфен. З 1430 р. Брюссель став резиденцією бургундських герцогів. Відповідно, у тогочасних джерелах за Нижніми землями закріпилася назва Бургундських Нідерландів.
У січні 1464 р. герцог Бургундії Філіп III Добрий (1396—1467) вперше скликав збори представників усіх областей, які надалі перетворилися на Генеральні штати. Його син Карл Сміливий (1467—1477) заснував першу спільну інституцію Бургундських Нідерландів — парламент (суд вищої інстанції) у Мехелені, який провів своє перше засідання у 1473 р.
Після загибелі Карла Сміливого 1477 р. його єдиною спадкоємицею залишилася донька Марія Бугундська (1457—1482). Марія уклала угоду з Генеральними штатами. Штати визнали її династичні права на Нідерланди в обмін на дарування їм «Великого привілею», який передбачав відновлення місцевих привілеїв областей та міст шляхом обмеження центральної влади. У 1477 р. з Марією уклав шлюб Максиміліан Габсбург (з 1508 р. — імператор Священної Римської імперії). При цьому Генеральні штати Фландрії, Брабанту, Пікардії, Артуа, Лімбургу, Люксембургу, Намюру, Ено та інших Бургундських Нідерландів обмежили права Максиміліана на втручання й вплив на їхні справи, фактично звівши його роль до статусу принца-консорта.
Після загибелі Марії Бургундської внаслідок падіння з коня під час полювання у 1482 р. реальну владу у Нідерландах взяла у свої руки Регентська рада. Вона відсторонила Максиміліана від контролю над сином Філіпом І Красивим (1478—1506) — спадкоємцем бургундського престолу. Генеральні Штати без участі Максиміліана уклали 23 грудня 1482 р. з королем Франції Арасський договір, який легітимізував завоювання французького короля Людовика XI через династичний шлюб. Згідно з угодою, Маргарита Австрійська (1480—1530) — донька Максиміліана і сестра Філіпа Красивого — мала вийти заміж за французького спадкоємця престолу (майбутнього короля Карла VIII), а як посаг принести вже завойовані французами Бургундське графство (Франш-Конте), а також графство Артуа і низку інших бургундських володінь. До укладення шлюбу французький король мав стати тимчасовим управителем цих земель. Графство Фландрія відходило Філіпу Красивому з умовою принесення васальної клятви французькому королеві. Інші володіння, які формально належали до Священної Римської імперії, також залишалися за Філіпом. У випадку неукладення шлюбу посаг мав бути повернутий Філіпу з умовою принесення васальної присяги французькому королеві за ці володіння.
Заручини відбулися 1483 р. незадовго до смерті Людовіка XI. Проте вже 1491 р. Карл VIII розірвав шлюбну угоду, одружившись зі спадкоємицею іншого герцогства — Бретані. При цьому він відмовився повернути бургундцям захоплені французами володіння, які формально входили до спадку Маргарити.
Укладення Арасського договору розв'язало руки Максиміліану для боротьби з фламандськими містами, які вимагали розширення своєї автономії і самоврядування. Центрами боротьби стали міста Гент і Брюгге. В останньому Філіп навіть був ув'язнений протягом короткого часу. Боротьба без особливих успіхів жодної зі сторін точилася до 1494 р., коли Максиміліан, який 1493 р. став імператором Священної Римської імперії, офіційно передав владу над Бургундією і Нідерландами Філіпу Красивому, який своєю чергою пообіцяв дотримуватися прав і привілеїв Нижніх земель.
Остаточно поділ Бургундської спадщини завершив Санлісський договір 1493 р. В результаті, вихований в Нідерландах Філіп I Красивий лише номінально залишився останнім бургундським герцогом. За ініціативи свого батька, Філіп 1496 р. одружився з донькою Фердинанда II Арагонського (1452—1516) та Ізабели I Кастильської (1451—1504) — Хуаною (1479—1555), яка увійшла в історію як Хуана Безумна, оскільки після смерті чоловіка втратила розум, номінально продовживши очолювати Королівство Кастилії й Арагону ще майже півстоліття. При цьому більшість часу Філіп І Красивий з дружиною мешкав у Брабанті та Фландрії.
Під час подорожей до Іспанії Філіп Красивий став залишати в Нижніх Землях своїх намісників. Так поступово став складатися інститут штаатгаудерів (штатгальтерів).
Після смерті брата Філіпа Красивого, його дружину Хуану було офіційно визнано божевільною і замкнуто в іспанському замку Тордесільяс, з нею залишилася тільки наймолодша дочка, Катерина. Молодший син Фердинанд (майбутній імператор Священної римської імперії) виховувався в Іспанії. А чотирьох старших дітей, які залишалися в Нідерландах: Елеонору, Ізабеллу, Марію і Карла (майбутній король Іспанії Карл І {1516-1556} та імператор Священної Римської імперії Карл V {1520-1556}) виховувала тітка Маргарита Австрійська, яка після трьох шлюбів залишилася бездітною вдовою.
За правом суверена імператор Максиміліан призначив Маргариту штатгальтеркою Нідерландів. У 1507—1515 рр., поки ріс її племінник Карл, який завдяки схрещенню династичних ліній отримав у спадок величезні території в Західній, Південній та Центральній Європі, Центральній і Південній Америці, які до того часу ніколи не об'єднувалися, вона успішно керувала маленькою країною, відстоюючи її інтереси. Маргарита виступала як посередник між своїм батьком і його підданими в Нідерландах, сприяла розвитку торгівлі з Англійським Королівством.
У 1512 р. усі Нижні землі були об'єднані у так званий Бургундський округ, а колишня політична незалежність його складових — ліквідована. У 1515 році Генеральні Штати вирішили передати владу в руки Карла, який підріс. Після свого повноліття Карл став чинити опір впливу Маргарити, але незабаром зрозумів, що тітка Маргарита є одним з його наймудріших радників, і, коли через чотири роки поїхав до Кастилії, щоб вимагати іспанську частину свого спадку, він знову передав Нідерланди в руки тітки. На цій посаді вона залишалася до самої своєї смерті (1519—1530). Час правління Маргарити був періодом миру і процвітання для Нижніх земель, а місто Мехелен, де знаходилася її резиденція — перетворилося на столицю бунтівних провінцій. Проте, після смерті Маргарити з 1531 р. столиця повертається до Брюсселю.
На імперському сеймі 1548 р. Бургундський округ, до якого входило 17 провінцій, був оголошений єдиним неподільним комплексом земель і надалі міг успадковуватися тільки у такому вигляді, що й було закріплено Прагматичною санкцією 1549 р. У середині XVI ст. у Нідерландах було близько 300 міст і понад 6500 сіл з населенням близько 3 млн осіб. Густота населення Фландрії становила вже близько 70 осіб на квадратний кілометр. За Нижніми землями утвердилась назва «країна міст». Попри високий ступінь централізації управління та уніфікацію законів у часи Карла V, Генеральні штати продовжували відігравати важливу роль. Вони мали право ухвалювати податки, розв'язувати питання війни та миру, організовувати станові суди. Окрім того, у кожній з провінцій діяли провінційні штати, зберігалося самоврядування у містах, особливі свободи та привілеї.
Наприкінці XV — початку XVI ст. Бургундські Нідерланди стали одним з економічно найрозвинутіших регіонів Європи. Основними статтями експорту були сири, вершкове масло, худоба, лляне полотно, лляна олія, парусина, канати. Найбільшу вигоду від пожвавлення міжнародної торгівлі отримав Брабант. Антверпен поступово перетворився на найпотужніший порт світу. Через активний розвиток товарно-грошових відносин на кінець XV ст. у більшості Нижніх земель розповсюдилися орендні відносини в аграрній сфері.